# Тютюкин, Станислав Васильевич
Станисла́в Васи́льевич Тютю́кин (29 сентября 1935, Москва — 26 октября 2019) — советский и российский историк, мемуарист; доктор исторических наук (1983), профессор (1999), главный научный сотрудник Института российской истории РАН, главный редактор журнала «Отечественная история» в 1995—2007 годах. Член редакционной коллегии журнала «Исторические записки» в 1973—1992 годах. Автор и соавтор 38 монографий и учебников. Один из авторов «Большой советской энциклопедии» и «Большой российской энциклопедии», «Новой российской энциклопедии». Председатель Научного совета РАН «История революционных движений в России». Президент Международной комиссии Международного комитета исторических наук «История революционных движений в России».

## Биография
Родился в семье служащих. Во время Великой Отечественной войны, в возрасте 7 лет, был вместе с матерью эвакуирован в Казахстан, где пробыл более года.
В детстве и юности увлекался рисованием и графикой, даже рассматривал возможность поступления на архитектурный факультет, однако в 1953 году, после окончания с золотой медалью средней школы и музыкальной школы по классу фортепиано, поступил на исторический факультет МГУ имени М. В. Ломоносова без вступительных испытаний. С 1958 года работал в секторе истории России XIX — начала XX веков Института истории (ныне Институт российской истории РАН). Прошёл путь от научно-технического, а затем младшего, до главного научного сотрудника. В течение пяти лет принимал участие в работе по подготовке серийного издания МИД СССР «Документы внешней политики СССР».
В 1963—1966 годах учился в аспирантуре Института истории, в 1966—1967 годах работал в социологических экспедициях Института этнографии АН СССР. В 1967 году защитил кандидатскую диссертацию «Идейная борьба в рабочем движении России в 1914—1917 гг.», в 1983 году — докторскую «„Первая российская революция и Г. В. Плеханов“».

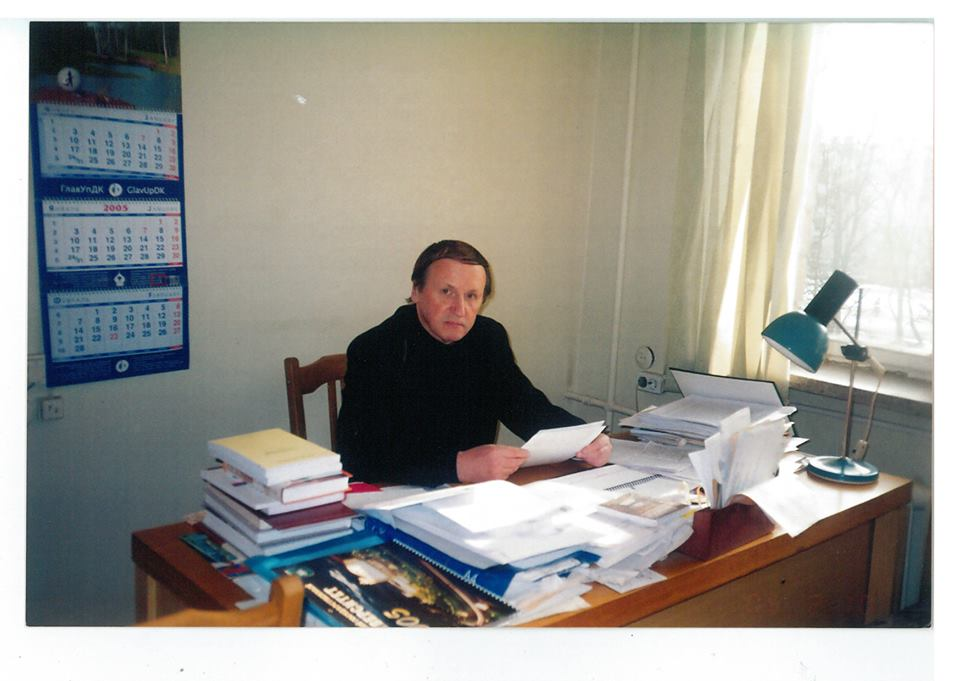
С. В. Тютюкин на рабочем месте в Институте Российской Истории РАН

В 1990—1995 годах входил в состав, а в 1995—2007 годах возглавлял редколлегию научного журнала «Отечественная история». В 2003—2006 годах член Общественного совета журнала «Любимая Россия». Исполняющий обязанности председателя Научного совета РАН по истории революций в России (1997—1998), с 2013 года — заместитель председателя Научного совета РАН по истории социальных реформ, движений и революций. Член учёного и диссертационного советов ИРИ РАН. Заместитель председателя экспертного совета ВАК РФ по отечественной истории. Координатор секции «Отечественная история XX века» РГНФ. Член Учёного совета Музея современной истории. Член редакционной коллегии журнала «Исторические записки».
Долгое время вёл преподавательскую деятельность в Институте повышения квалификации при МГУ (профессор кафедры истории).
Печатался в ряде периодических изданий, в числе которых газеты «Правда», «Известия», «Солидарность», «Литературная газета», журналы «Новый мир», «Наука и жизнь», «Нева», «Международная жизнь», «История СССР» («Отечественная история»), «Вопросы истории», «Исторические записки», «Вопросы истории КПСС», «Новая и новейшая история», «Вокруг света», «Преподавание истории в школе», «Преподавание обществознания в школе», «Молодой коммунист», и др.
Автор статей для Большой советской энциклопедии (3-е издание), Советской исторической Энциклопедии, Детской энциклопедии, Большой российской энциклопедии, Новой российской энциклопедии и ряда других справочных изданий.
Работы С. В. Тютюкина переведены на английский, французский, немецкий, испанский, португальский, итальянский, арабский, греческий и чешский языки. Общий тираж всех произведений историка, исключая периодические издания, превышает отметку в 2 800 000 экземпляров. Общий тираж периодических изданий, в которых публиковались работы С. В. Тютюкина, составляет около 20 000 000 экземпляров.
На протяжении ряда лет поддерживал научные связи с Домом Плеханова в Санкт-Петербурге, за что в 2007 году был награждён медалью «Г. В. Плеханов». Принимал участие в съёмках фильма «Плеханов. Отвергнутый пророк», показанного по российскому телевидению в 2006 году.
Свободно владел английским, немецким, французским и чешским языками.
Умер 26 октября 2019 года. Прах захоронен на Ваганьковском кладбище Москвы.

### Семья
Был женат на Маргарите Ивановне Удальцовой (1942—2023), дочери советского государственного деятеля И. И. Удальцова и внучке И. Д. Удальцова, ректора МГУ. В браке родился единственный сын Сергей (род. 1977), российский политик, фигурант «Болотного дела». Внуки — Иван (род. 2002) и Олег (род. 2005) Удальцовы. Иван Удальцов стал призёром (2018) и победителем (2019) заключительного этапа Всероссийской олимпиады школьников по литературе, а также двукратным победителем Международной олимпиады Союзного государства.

### Родители
Отец, Тютюкин Василий Дмитриевич (1903—1998) — участник обороны Москвы, депутат районного Совета Свердловского района города города Москвы. Родился в деревне Слободищево, после Октябрьской революции работал на нескольких фабриках, в 1925—1929 служил в РККА. По окончании службы продолжил работу на ткацкой фабрике, но в 1939 был вновь мобилизован для участия в Зимней войне. Участвовал в боевых действиях, был ранен. Из-за полученных травм не смог попасть на фронт Великой Отечественной войны, однако принял активное участие в обороне Москвы, за что награждён орденом Красной Звезды. После Победы окончил Московскую партийную школу, неоднократно избирался депутатом районного Совета Свердловского района. Награждён орденом Красной Звезды, почётным знаком 50 лет пребывания в КПСС, а также медалями: За оборону Москвы, За доблестный труд в Великой Отечественной войне, Ветеран труда, За доблестный труд. В ознаменование 100-летия со дня рождения В. И. Ленина, В память 800-летия Москвы, к 30, 40 и 50-летию Победы, В память 850-летия Москвы.
Мать, Дойлидова Валентина Ивановна (1911—1996) — старший экономист в Министерстве авиационной промышленности СССР, труженица тыла. Награждена почётным знаком Строителю Братской ГЭС и медалями: За доблестный труд в Великой Отечественной войне, В память 800-летия Москвы, к юбилеям Победы.

## Научная деятельность
В сферу исследовательских интересов С. В. Тютюкина входили история общественной мысли, история радикальных партий, история российских революций, история социалистического движения в России, историография. Изучаемые деятели: Г. В. Плеханов, А. Ф. Керенский, Ю. О. Мартов, В. И. Ленин и другие.
Автор и соавтор более 250 научных публикаций, в том числе 33 индивидуальных и коллективных монографий, а также 5 учебников.
Был руководителем нескольких аспирантов и докторантов, неоднократно оппонировал на защите диссертаций. Участвовал в ряде всероссийских (всесоюзных) и международных научных конференций.
Соавтор и редактор ряда коллективных трудов по российской и всеобщей истории: «Рабочий класс в Первой российской революции», «Исторический опыт трёх российских революций» (тт. 1-2), «Международное рабочее движение. Вопросы истории и теории», «Политические партии России: история и современность» (М., 1994, 2000), «История Европы. Т. 5. От Французской революции конца XVIII века до Первой мировой войны» (М., 2000), «Мировые войны XX века» (В 4 томах. М., 2003), «Первая русская революция в России. Взгляд через столетие» (М., 2005).

#### Оценки
Вклад С. В. Тютюкина в российскую науку был высоко оценён многими известными историками. Так, академик Ю. А. Поляков назвал Тютюкина «одним из способнейших учёных Института», а профессор Г. З. Иоффе — «блестящим умом поколения».
Также Поляков писал, что «… столь редкая в наших рядах принципиальность могла сделать его ведущим историком страны, но она же, принципиальность, ставила на его пути немало препятствий, достойно им преодолевавшихся. Особо трудной была работа на посту главного редактора журнала „Отечественная история“ („История СССР“) с 1995 по 2009 г. Станислав Васильевич был великолепным редактором, главное — объективным».
Самуэль Х. Бэрон, авторитетный американский специалист по Г. В. Плеханову, в личном письме выразил С. В. Тютюкину благодарность за книгу «Плеханов. Судьба русского марксиста».
Период редакторства С. В. Тютюкина оценивается как время расцвета журнала «Отечественная история».
С. В. Тютюкин трижды выдвигался кандидатом в члены-корреспонденты РАН, однако не был избран. По мнению ряда специалистов, в том числе академика Ю. А. Полякова, отклонение кандидатуры Тютюкина являлось безосновательным. Среди причин называли прежде всего противодействие со стороны А. Н. Сахарова, бывшего тогда директором ИРИ РАН, который не мог смириться с принципиальностью Тютюкина, отвергавшего деспотический стиль руководства Сахарова.

## Основные работы
Книги

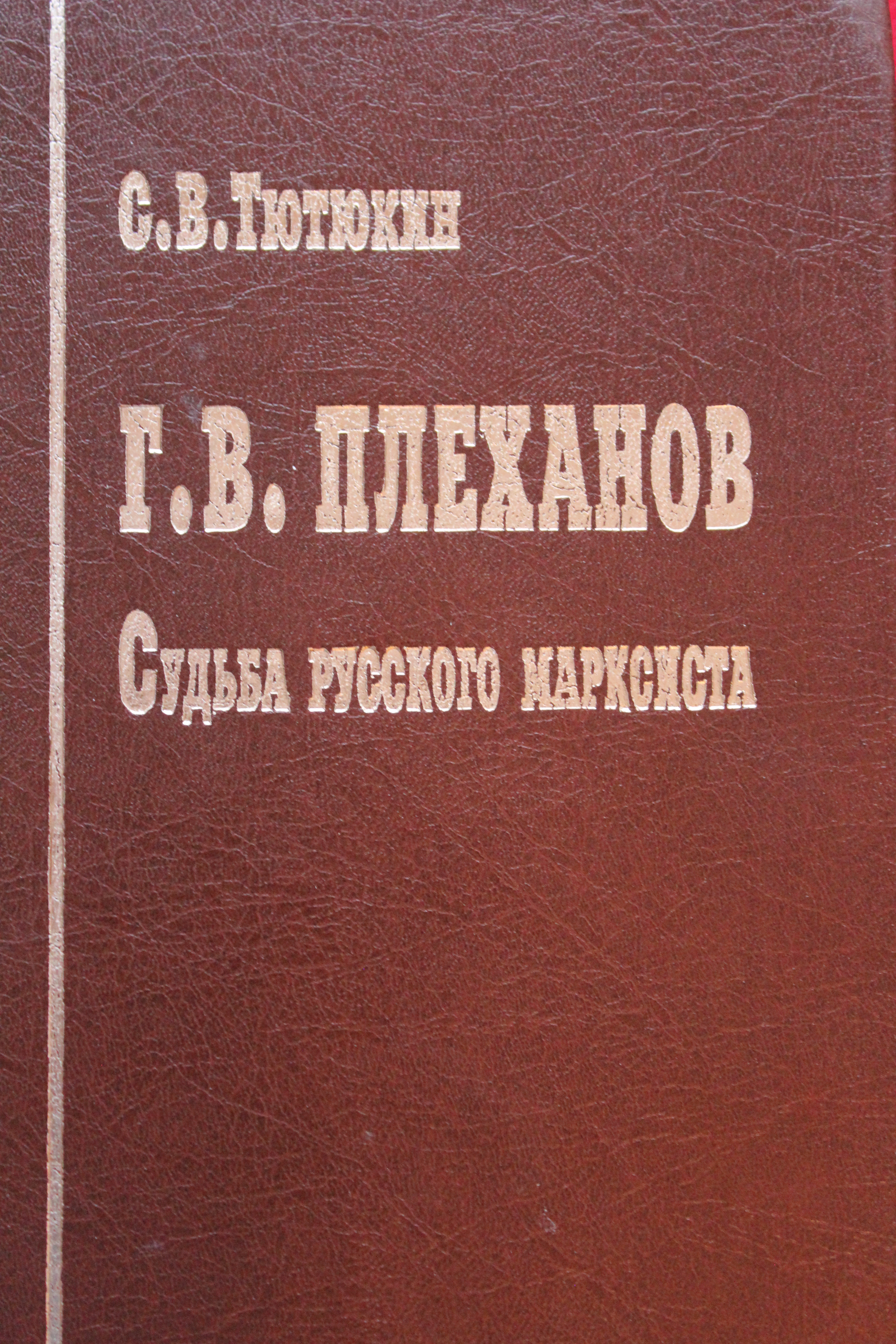
Плеханов: судьба русского марксиста

- Гапоненко Л. С., Деренковский Г. М., Тютюкин С. В. Борьба большевиков за армию в трех революциях. — М.: Политиздат, 1969.
- Тютюкин С. В. Война, мир, революция. Идейная борьба в рабочем движении в России. 1914—1917 гг. — М.: Мысль, 1972.
- Тютюкин С. В. Первая российская революция и Г. В. Плеханов: из истории идейной борьбы в рабочем движении России в 1905—1907 гг. — М.: Наука, 1981. — 334 с.
- Тютюкин С. В. Июльский политический кризис 1906 г. в России. — М.: Наука, 1991. — 232 с. — ISBN 5-02-008566-9
- Тютюкин С. В., Шелохаев В. В. Марксисты и русская революция. — М.: Российская политическая энциклопедия, 1996. — 240 с. — ISBN 5-86004-041-5
- Тютюкин С. В. Г. В. Плеханов. Судьба русского марксиста. — М.: Российская политическая энциклопедия (РОССПЭН), 1997. — 376 с. — ISBN 5‒86004‒111-X
- Тютюкин С. В. Меньшевизм: страницы истории. — М.: РОССПЭН, 2002. — 560 с. — ISBN 5-8243-0310-X
- Тютюкин С. В. Десять лет в журнале «Отечественная история». — М.: Собрание, 2005. — 432 с. — ISBN 5-9606-0013-7
- Тютюкин С. В. Александр Керенский. Страницы политической биографии (1905—1917 гг.). — М.: Российская политическая энциклопедия (РОССПЭН), 2012. — 309 с. — ISBN 978-5-8243-1688-9
- Тютюкин С. В. Избранные труды / ред. коллегия: В. П. Булдаков [и др.]. — М.: Собрание, 2022. — 716, [1] с. : портр. ; — 200 экз. — ISBN 978-5-9606-0195-5

Статьи
- Тютюкин С. В. Ленинские рефераты о войне (осень 1914 г.) // История СССР. — 1967. — № 2. — С. 29—42.
- Корелин А. П., Тютюкин С. В. Социальные предпосылки Великого Октября // Вопросы истории. — 1977. — № 10. — С. 20—40.
- Деренковский Г. М., Тютюкин С. В. К вопросу об использовании опыта Первой русской революции в период подготовки Октября // История СССР. — 1977. — № 5. — С. 105—119.
- Тютюкин С. В., Шелохаев В. В. Разоблачение кадетов в большевистских листовках 1906‒1907 годов // История СССР. — 1980. — № 1. — С. 74—88.
- Корелин А. П., Тютюкин С. В. Революционная ситуация начала XX в. в России // Вопросы истории. — 1980. — № 10.
- Тютюкин С. В., Кирьянов Ю. И. Создание боевого авангарда российского пролетариата // История СССР. — 1983. — № 4. — С. 31—50.
- Иоффе Г. З., Тютюкин С. В. Меньшевики // Наука и жизнь. — 1990. — № 11. — С. 80—88.
- Тютюкин С. В., Шелохаев В. В. Революция и нравственность // Вопросы истории. — 1990. — № 6. — С. 3—20.
- Тютюкин С. В. Л. Д. Троцкий в годы первой российской революции // История СССР. — 1991. — № 3. — С. 83—99.
- Тютюкин С. В. Политическая драма Г. В. Плеханова // Новая и новейшая история. — 1994. — № 1. — С. 124‒163.
- Савельев Л. Ю., Тютюкин С. В. Юлий Осипович Мартов (1873—1923): человек и политик // Новая и новейшая история. — 1995. — № 4, 5.
- Тютюкин С. В. Первая российская революция в отечественной историографии 90-х годов // Отечественная история. — 1996. — № 4. — С. 72—85.
- Тютюкин С. В. Современная отечественная историография РСДРП // Отечественная история. — 1998. — № 6. — С. 54—64.
- Тютюкин С. В. Первая революция в России: взгляд через столетие // Отечественная история. — 2004. — № 6. — С. 126—141.
- Тютюкин С. В. Граф Николай Шереметев и крепостная актриса Прасковья Королева-Жемчугова // Отечественная история. — 2006. — № 3. — С. 153—161.
- Орлов Б. С., Тютюкин С. В. Г. В. Плеханов и современная Россия // Отечественная история. — 2006. — № 6. — С. 180—191.

## Награды
Государственные награды СССР и РФ
- Медаль «Ветеран труда»
- Медаль «В память 850-летия Москвы»

#### Почётные звания
- Ветеран труда Российской Федерации

Ведомственные и общественные награды
- Золотая медаль «За отличные успехи и примерное поведение»
- Почётный знак «Победитель социалистического соревнования»
- Почётный знак «ХХХ лет Советскому Комитету Ветеранов Войны»
- Медаль «За активную работу» Всесоюзного Общества «Знание»
- Почётный знак «50 лет СССР» (выдавался отличникам производства и победителям социалистических соревнований)
- Медаль имени Чокана Валиханова
- Медаль «Георгий Валентинович Плеханов» Дома Плеханова за 2007 год
- Медаль Коммунистической Партии Российской Федерации «В ознаменование 140-летия со дня рождения В. И. Ленина»
- Иные грамоты и благодарности

Памятные знаки и юбилейные награды
- Памятный знак Дома Плеханова «150 лет со дня рождения Г. В. Плеханова»

Конкурсы и премии
- Лауреат Всесоюзного конкурса молодых учёных (Первое место)
- Лауреат конкурса на лучший доклад исторического факультета МГУ в 1954—1955 годах (Первое место)
- Лауреат Национальной премии «Лучшие книги и издательства года — 2016» в номинации «Энциклопедии» (как один из авторов III тома работы «Реформы в России с древнейших времён до начала XX века»)
- Лауреат Национального конкурса «Книга Года» 2018 (как один из авторов XI тома Большой российской энциклопедии)